# Émile Aerts
Émile Aerts, (Laeken, 3 de abril de 1892 - Bruxelas, 9 de abril de 1953) foi um ciclista belga, que destacou nas corridas de seis dias em que conseguiu sete vitórias.
Era tio do também ciclista Jean Aerts.

## Palmarés
- 1922
  - 1.º nos Seis dias de Bruxelas (com Piet van Kempen)
  - 1.º nos Seis dias de Paris (com Georges Sérès)
- 1924
  - 1.º nos Seis dias de Bruxelas (com Pierre Rielens)
  - 1.º nos Seis dias de Paris (com Georges Sérès)
- 1925
  - 1.º nos Seis dias de Bruxelas (com Piet van Kempen)
  - 1.º nos Seis dias de Berlim (com Walter Rütt)
- 1927
  - 1.º nos Seis dias de Paris (com Reginald McNamara)